# Église Saint-Pierre d'Angresse
Pour les articles homonymes, voir Église Saint-Pierre.
L’église Saint-Pierre est un lieu de culte catholique situé sur la commune  d’Angresse, dans le département français des Landes. Elle est rattachée à la paroisse Notre-Dame de la mer et au diocèse d’Aire et Dax.

## Localisation et description
L’église est située au centre du bourg d’Angresse, à l’ouest du territoire communal. Elle se positionne au sud de la route de Capbreton, au nord de l’école maternelle Jean-Cazenave.
L’église, de style roman, est constituée d’un vaisseau unique couvert d’une fausse voûte en berceau, qui mène à un chœur formé d’une voûte d’ogives et d’une abside à trois pans appuyée sur des contreforts. Le principal matériau des murs est le moellon et celui des contreforts est la pierre de taille. Le clocher-porche est surmonté d’une flèche polygonale et mène à la Tribune.

## Histoire
L'église est bâtie au cours du XIIe siècle et est fortifiée au cours du XVe siècle. De 1833 à 1835, l'église est restaurée, et en 1860, l'architecte diocésain Jules Sibien la dote d'un clocher-porche.